# Torneio de Candidatos de 1971
O Torneio de Candidatos de 1971 foi a etapa final do ciclo de 1970–1972 para escolha do desafiante ao título do Campeonato Mundial de Xadrez. O torneio foi disputado no ano de 1971 nas cidades de Buenos Aires, Denver, Vancouver, Las Palmas, Sevilha e Moscou, com o formato de Sistema eliminatório com oito participantes. Bobby Fischer venceu a competição e se habilitou a desafiar o então campeão mundial Boris Spassky.

## Tabela
|  | Quartas de final   | Quartas de final | Quartas de final |                  |                 | Semifinais      | Semifinais | Semifinais |  |  | Final | Final | Final |  |
|  |                    |                  |                  |                  |                 |                 |            |            |  |  |       |       |       |  |
|  | Estados Unidos     | Bobby Fischer    | 6                |                  |                 |                 |            |            |  |  |       |       |       |  |
|  | Estados Unidos     | Bobby Fischer    | 6                |                  |                 |                 |            |            |  |  |       |       |       |  |
|  | União Soviética    | Mark Taimanov    | 0                |                  |                 |                 |            |            |  |  |       |       |       |  |
|  | União Soviética    | Mark Taimanov    | 0                |                  | Estados Unidos  | Bobby Fischer   | 6          |            |  |  |       |       |       |  |
|  |                    |                  |                  |                  | Estados Unidos  | Bobby Fischer   | 6          |            |  |  |       |       |       |  |
|  |                    |                  | Dinamarca        | Bent Larsen      | 0               |                 |            |            |  |  |       |       |       |  |
|  | Dinamarca          | Bent Larsen      | Dinamarca        | Bent Larsen      | 0               | 5½              |            |            |  |  |       |       |       |  |
|  | Dinamarca          | Bent Larsen      |                  |                  |                 |                 |            |            |  |  |       |       |       |  |
|  | Alemanha Oriental  | Wolfgang Uhlmann | 3½               |                  |                 |                 |            |            |  |  |       |       |       |  |
|  | Alemanha Oriental  | Wolfgang Uhlmann | 3½               |                  | Estados Unidos  | Bobby Fischer   | 6½         |            |  |  |       |       |       |  |
|  |                    |                  |                  |                  |                 |                 |            |            |  |  |       |       |       |  |
|  |                    |                  | União Soviética  | Tigran Petrosian | 2½              |                 |            |            |  |  |       |       |       |  |
|  | União Soviética    | Viktor Korchnoi  | União Soviética  | Tigran Petrosian | 2½              | 5½              |            |            |  |  |       |       |       |  |
|  | União Soviética    | Viktor Korchnoi  |                  |                  |                 |                 |            |            |  |  |       |       |       |  |
|  | União Soviética    | Efim Geller      | 2½               |                  |                 |                 |            |            |  |  |       |       |       |  |
|  | União Soviética    | Efim Geller      | 2½               |                  | União Soviética | Viktor Korchnoi | 4½         |            |  |  |       |       |       |  |
|  |                    |                  |                  |                  | União Soviética | Viktor Korchnoi | 4½         |            |  |  |       |       |       |  |
|  |                    |                  | União Soviética  | Tigran Petrosian | 5½              |                 |            |            |  |  |       |       |       |  |
|  | União Soviética    | Tigran Petrosian | União Soviética  | Tigran Petrosian | 5½              | 4               |            |            |  |  |       |       |       |  |
|  | União Soviética    | Tigran Petrosian |                  |                  |                 |                 |            |            |  |  |       |       |       |  |
|  | Alemanha Ocidental | Robert Hübner]   | 3                |                  |                 |                 |            |            |  |  |       |       |       |  |

Nota: Robert Hübner abandonou seu match contra Tigran Petrosian.

## Matches

### Quartas de final
As quartas de final foram jogadas em uma melhor de 10 partidas.

 Vancouver, Canadá, 16 de maio a 2 de junho de 1971
| Jogador       | 1 | 2 | 3 | 4 | 5 | 6 | Total |
| ------------- | - | - | - | - | - | - | ----- |
| Bobby Fischer | 1 | 1 | 1 | 1 | 1 | 1 | 6     |
| Mark Taimanov | 0 | 0 | 0 | 0 | 0 | 0 | 0     |

 Las Palmas, Espanha, 13 de maio a 1º de junho de 1971
| Jogador          | 1 | 2 | 3 | 4 | 5 | 6 | 7 | 8 | 9 | Total |
| ---------------- | - | - | - | - | - | - | - | - | - | ----- |
| Bent Larsen      | 1 | 0 | ½ | 1 | ½ | 1 | ½ | 0 | 1 | 5½    |
| Wolfgang Uhlmann | 0 | 1 | ½ | 0 | ½ | 0 | ½ | 1 | 0 | 3½    |

 Moscou, União Soviética, 13 de maio a 31 de maio de 1971
| Jogador         | 1 | 2 | 3 | 4 | 5 | 6 | 7 | 8 | Total |
| --------------- | - | - | - | - | - | - | - | - | ----- |
| Viktor Korchnoi | 1 | ½ | ½ | 0 | 1 | ½ | 1 | 1 | 5½    |
| Efim Geller     | 0 | ½ | ½ | 1 | 0 | ½ | 0 | 0 | 2½    |

 Sevilha, Espanha, 13 de maio a 28 de maio de 1971
| Jogador          | 1 | 2 | 3 | 4 | 5 | 6 | 7 | Total |
| ---------------- | - | - | - | - | - | - | - | ----- |
| Tigran Petrosian | ½ | ½ | ½ | ½ | ½ | ½ | 1 | 4     |
| Robert Hübner    | ½ | ½ | ½ | ½ | ½ | ½ | 0 | 3     |

## Semifinais
As semifinais foram jogadas em uma melhor de 10 partidas.

 Denver, Estados Unidos, 6 de julho a 25 de julho de 1971
| Jogador       | 1 | 2 | 3 | 4 | 5 | 6 | Total |
| ------------- | - | - | - | - | - | - | ----- |
| Bobby Fischer | 1 | 1 | 1 | 1 | 1 | 1 | 6     |
| Bent Larsen   | 0 | 0 | 0 | 0 | 0 | 0 | 0     |

 Moscou, União Soviética, 4 de julho a 28 de julho de 1971
| Jogador          | 1 | 2 | 3 | 4 | 5 | 6 | 7 | 8 | 9 | 10 | Total |
| ---------------- | - | - | - | - | - | - | - | - | - | -- | ----- |
| Viktor Korchnoi  | ½ | ½ | ½ | ½ | ½ | ½ | ½ | ½ | 0 | ½  | 4½    |
| Tigran Petrosian | ½ | ½ | ½ | ½ | ½ | ½ | ½ | ½ | 1 | ½  | 5½    |

## Final
O match final do Torneio de Candidatos foi jogado em uma melhor de 12 partidas.
 Buenos Aires, Argentina, 30 de setembro a 28 de outubro de 1971
| Jogador          | 1 | 2 | 3 | 4 | 5 | 6 | 7 | 8 | 9 | Total |
| ---------------- | - | - | - | - | - | - | - | - | - | ----- |
| Bobby Fischer    | 1 | 0 | ½ | ½ | ½ | 1 | 1 | 1 | 1 | 6½    |
| Tigran Petrosian | 0 | 1 | ½ | ½ | ½ | 0 | 0 | 0 | 0 | 2½    |